# Catch!
『Catch!』（キャッチ）は、日本のシンガーソングライター・辻詩音のファーストアルバム。

## 解説
4thシングル「ほしいもの」から約7ヶ月ぶりとなる、辻にとって2010年唯一のリリース作品。メジャーデビュー以降にリリースされた4本のシングル曲を含む全14曲を収録。初回生産盤には各シングル曲のミュージックビデオなどを収録したDVDが付属。

## 収録曲
1. Runaway
2. Candy kicks
1stシングル。TBS系音楽番組『COUNT DOWN TV』2008年11月度オープニングテーマ。
3. ハローグッバイ
KBCテレビ『ドォーモ』2010年5月度エンディングテーマ。
ミュージックビデオが製作されている（付属DVDには収録されていない）。
4. Take me home (Album Version)
1stシングルのカップリング曲。アルバムバージョンでの収録となる。
5. ポップコーンナイト
かしいかえんシルバニアガーデン CMソング。
6. Breathe With You
7. 衝動ジェット
　福岡カレッジ・オブ・ビジネス CMソング
8. Sky chord 〜大人になる君へ〜
2ndシングル。TX系テレビアニメ『BLEACH』エンディングテーマ。
9. カラフル
10. M/elody
3rdシングル。CX系「ノイタミナ」枠テレビアニメ『東京マグニチュード8.0』エンディングテーマ。
11. デジタルモード
CROSS FM『RADIO KICKS!』エンディングテーマ。
12. レインソング
5thシングル「愛がほしいよ」にアレンジバージョンが収録。
13. ほしいもの
4thシングル。アスミック・エースエンタテインメント配給映画『わたし出すわ』主題歌。
14. 地球儀にキス
ボーナストラック。

全曲、作詞/作曲：辻詩音 編曲：mw (岡和田“Waddy”拓也、福井昌彦)

### DVD
1. Candy kicks -Music Video-
2. Sky chord 〜大人になる君へ〜 -Music Video-
3. M/elody -Music Video-
4. ほしいもの -Music Video-
5. つじでいず 〜デビューからの軌跡〜
6. つじらじお スペシャル♪ 〜セルフライナーノーツ映像〜